# Sonnenberg-Winnenberg
Sonnenberg-Winnenberg là một đô thị thuộc huyện Birkenfeld, trong bang Rheinland-Pfalz, phía tây nước Đức. Đô thị Sonnenberg-Winnenberg có diện tích 2,87 km², dân số thời điểm ngày 31 tháng 12 năm 2006 là 514 người.